# Сайто Міцукі
Міцукі Сайто (яп. 齊藤未月, нар. 10 січня 1999, Фудзісава) — японський футболіст, півзахисник російського клубу «Рубін».

## Клубна кар'єра
Народився 10 січня 1999 року в місті Фудзісава. Вихованець футбольної школи клубу «Сьонан Бельмаре». Дорослу футбольну кар'єру розпочав 2016 року в основній команді того ж клубу, кольори якої захищає й донині.

## Виступи за збірні
2015 року дебютував у складі юнацької збірної Японії, взяв участь у 7 іграх на юнацькому рівні.
У 2018 році у складі збірної Японії до 19 років Сайто взяв участь в юнацькому (U-19) кубку Азії в Індонезії. На турнірі він допоміг своїй команді здобути бронзові медалі турніру. Цей результат дозволив команді до 20 років кваліфікуватись на молодіжний чемпіонат світу 2019 року у Польщі, куди поїхав і Міцукі.

## Титули і досягнення
- Чемпіон Японії: 2023, 2024
- Володар Кубка Джей-ліги: 2018
- Володар Кубка Імператора Японії: 2024